# Leiosauridae
Los leiosáuridos (Leiosauridae) son una familia de lagartos. Hasta 2001 se consideraba una subfamilia de Tropiduridae. Incluye 33 especies que se distribuyen por América del Sur y Central.

## Clasificación
Se reconocen dos subfamilias con tres géneros cada una:

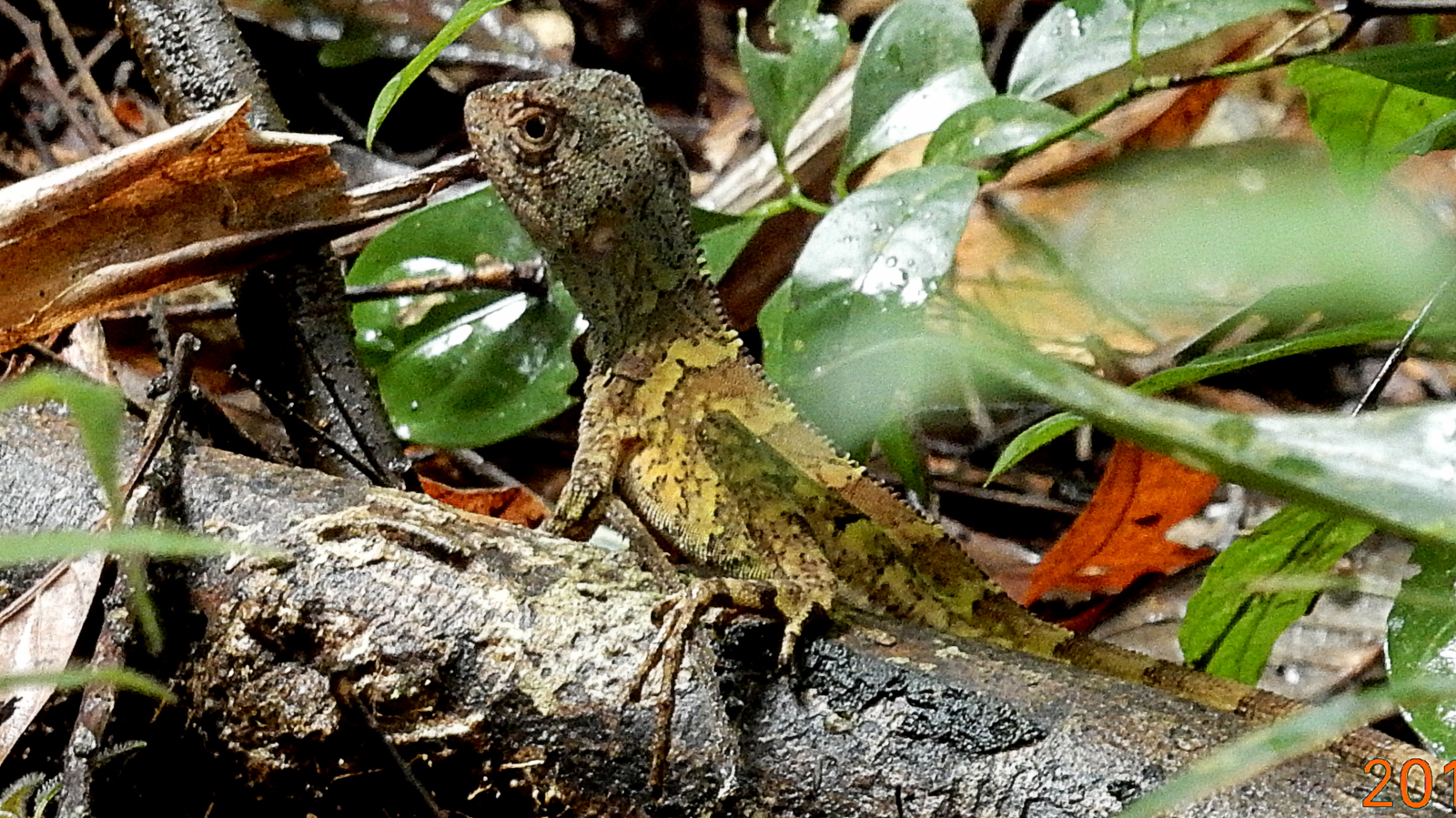
Enyalius catenatus

- Subfamilia Leiosaurinae
  - Género Diplolaemus
  - Género Leiosaurus
  - Género Pristidactylus
- Subfamilia Enyaliinae
  - Género Anisolepis
  - Género Enyalius
  - Género Urostrophus